# 埃尔沃奥东
埃尔沃奥东，是西班牙卡斯蒂利亚-莱昂阿维拉省的一个市镇。 总面积22km2, 总人口176人（2001年），人口密度8人/km2。